# 澆
澆（ぎょう）は、古代中国の人物。姓は妘、或いは猗、氏は寒。別名は奡（ごう）。寒浞と玄妻の子。同母弟に豷（えい）がいる。妻は女艾（女岐）。
澆は大変力持ちで、水のない陸地で舟を引き摺る事ができた。父が夏王位を簒奪していた影響で過（現在の山東省萊州市の北西）に封じられた。
『竹書紀年』によると、相（）26年に斟灌氏を、相27年に斟鄩氏を討ち、相28年に相王を弑したとされる。
夏王家の遺児である少康や伯靡や有仍氏を始めとした夏王朝の生き残りが挙兵した際に、女艾は少康と通じ、少康が狩りをしていた際にその猟犬が澆を見つけ出し斬り殺された。
『楚辞』天問篇には澆についての文章が記されており、それによると
- 兄嫁の家の門の前で何かを要求した[6]。
- 少康が狩りをしている最中に犬が澆を見つけ出し、斬首することに成功した[7]。
- 女岐と同じ館で寝た（結婚した？）[8]。
- 澆は怪力であった[9]。

という伝承があったと考えられる。
一説には、有過氏は澆の末裔であるという。
道教に於いては「水仙尊王」という海の神の1人として主に台湾で祀られている。